# Грозненский трамвай
Гро́зненский трамва́й — трамвайная система в городе Грозном, функционировавшая с 1932 года до начала Первой чеченской войны в 1994 году.

## История
Период эксплуатации (регулярное движение): 7 ноября 1932 года — 25 ноября 1994 года
Маршруты:
- Маршрут № 1 — Трамвайный парк № 1 — Консервный завод
- Маршрут № 2 — Консервный завод — Посёлок Кирова
- Маршрут № 3 — Черноречье — Дом культуры имени Ленина
- Маршрут № 4 — Октябрьская площадь — Консервный завод
- Маршрут № 5 — 56-й участок — Пруд
- Маршрут № 6 — Консервный завод — Дом культуры имени Ленина
- Маршрут № 7 — Дом культуры имени Ленина — Черноречье
- Маршрут № 8 — Октябрьская площадь — Пруд
- Маршрут № А — Трамвайный парк № 1 — Партизанская улица

Краткая хронология:
- март 1932 года — начато строительство трамвайного парка и трамвайной сети
- 2 ноября 1932 года — открыт трамвайный парк № 1 на Краснофлотской улице
- 7 ноября 1932 года — открыто движение по маршруту № 1, который связывал центр промышленной зоны Заводского (НХК) и Октябрьского районов (Новые Нефтепромыслы) и отдалённую селитебную зону Черноречье за Грозненским морем, длина маршрута — 18,5 километра
- 1960 год — проложена трамвайная линия Октябрьский площадь — Новые Алды
- 1962 год — открыта трамвайная линия от Октябрьской площади до завода «Промавтоматика» (12-й участок нефтепромыслов)
- 1966 год — начато строительство трамвайного парка № 2 на Индустриальной улице
- 1972 год — строительство линии от трамвайного парка № 1 до бульвара Султана Дудаева, демонтаж трамвайной линии с проспекта Ленина, строительство линии на улице Асланбека Шерипова
- июль 1973 год — на Индустриальной улице открыт трамвайный парк № 2 вместимостью 100 вагонов
- 1976 год — демонтаж трамвайных путей с проспекта Серго Орджоникидзе
- 1979 год — продление трамвайной линии от 1-го микрорайона по улице Жуковского до Консервного завода
- 1982 год — переход на четырёхзначную нумерацию подвижного состава
- 1987 год — демонтаж трамвайных путей на Первомайской улице, строительство линий по Краснознамённой улице и улице Маяковского
- 1988 год — открыта линия трамвайного парка № 2 через путепровод до НХК
- 1991 год — завершено строительство трамвайной линии Черноречье — НХК
- 26 ноября 1994 года — консервация подвижного состава в трамвайном парке № 1
- с 19 по 30 января 1995 года — ожесточённые бои на территории трамвайного парка № 1, ввиду чего подвижной состав и сам трампарк разрушены
- июнь 2004 года — частичный демонтаж трамвайных путей
- 2007 год — полный демонтаж трамвайных линий

### 1930—1950-е годы
Трамвай в Грозном был открыт 5 ноября 1932 года, к 15-й годовщине Октябрьской революции . К 1960-м годам в городе сформировалась довольно обширная трамвайная сеть, охватывающая все основные промышленные объекты города. Трамвай стал основным транспортом для перевозки рабочих с нефтеперерабатывающего завода. К концу 1960-х закончилась замена старых довоенных деревянных вагонов на новые усть-катавского завода.

### 1960—1970-е годы
В 1950-е годы поступали КТМ-1 с прицепами КТП-1 (28 поездов), в 1960-е — КТМ-2 с прицепами КТП-2 (73 поезда). Начиная с 1969 года в Грозный стали поступать новые четырёхосные современные вагоны КТМ-5М, а с 1971 — их модификации КТМ-5М3. КТМ-1 и КТМ-2 списывались раньше срока и шли на металлолом, не отработав своего ресурса. Быстрое списание пригодных для эксплуатации трамваев было обусловлено соображениями скорейшей унификации подвижного состава и его модернизации (заменой двухосных трамваев на четырёхосные). Последние КТМ-1 зашли в депо уже в 1971 году, КТМ-2 — в 1975. А общее поступление трамваев КТМ-5/КТМ-5М с 1969 по 1975 год составило около 150 единиц. .

### 1980-е годы
В начале 1980-х годов открывается новая страница в истории грозненского трамвая. С 1981 по 1985 год в Грозный поступает 70 единиц (по другим данным 50 единиц) трамвайных вагонов Tatra-Т3 SU (1981, 1982, 1984 года выпуска). По некоторым данным, в это время в городе запускаются системы, состоящие из 3 вагонов Т3. Однако в городе эта модель не прижилась: в трамвайном хозяйстве города предпочли работать с унифицированным подвижным составом. В 1985—1986 годах городские власти избавились почти от всех Татр. Основная их часть поступила в Краснодар (10 ед. в 1985 году — № 2035—2044, 29 ед. в 1986 году — № 1835—1839, 1906—1915,1999-2002,2004-2013). Также 10 трамваев поступило в Волжский, а 1 вагон был списан в самом Грозном в 1987 году. Примечательно, что основная часть переданных в Краснодар трамваев эксплуатируется в кубанской столице до сих пор — к 2006 году было списано лишь 3 вагона .
Во второй половине 1980-х годов в Грозный поступают крупные партии трамваев «Усть-Катавского вагоностроительного завода». В частности, в 1985—1987 годах — 97 вагонов КТМ-5М3, в 1988—1990 годах — 15 вагонов КТМ-5М3. Одновременно были списаны все усть-катавские вагоны предыдущих годов поставок. Таким образом, в 1990-е годы Грозный вошёл с полностью обновлённым подвижным составом численностью 107 вагонов .

### 1990—2000-е годы
Проблемы у Грозненского трамвая начались сразу же после распада СССР — в 1991 году. Работники электротранспорта, не получавшие заработную плату, несколько раз устраивали митинги. Интервалы на маршрутах росли, сбои в работе трамвая происходили всё чаще, воровство трамвайного имущества стало нормой для города. Тем не менее, трамвай продолжал работать до 1994 года включительно. По некоторым данным, даже в эти годы работники депо вели своими силами ремонт трамваев — в депо в 1994 году стояло несколько отремонтированных вагонов. Военные действия в 1994—1996 годах окончательно «похоронили» трамвайное движение в городе. После интенсивных военных действий трамвайное депо оказалось полностью разрушенным. На месте трамвайных вееров остались глубокие воронки, а от трамваев — изрешечённые остовы.
Система трамвая и троллейбуса, охватывающая все отдалённые части города, прекратила свою работу во второй половине 1994 г. в связи с фактическим началом боевых действий в городе. Хозяйство ГЭТ было разрушено, подвижной состав уничтожен. Обесточенная контактная сеть, оборудование тяговых подстанций и рельсовое полотно подверглись массовому самовольному демонтажу и разворовыванию. Технологический корпус Трампарка № 1 на Фруктовой улице был разрушен в ходе ожесточённых боёв непосредственно на его территории 19-30 января 1995 г. , по его территории в беспорядке разбросаны около 50 трамвайных корпусов. Факт того, что большое число подвижного состава погибло в парке свидетельствует о прекращении работы системы ещё до уничтожения энергохозяйства и обесточивания КС в центре города, обслуживаемого парком № 1. Новый Трампарк № 2 в Андреевской долине пребывает в заброшенном состоянии, технологический корпус почти цел, на веерах хаотично разбросаны около 26 вагонов, которые видимо, также были введены в парк ещё до обесточивания КС в Заводском районе города. Троллейбусное депо в ходе боевых действий пострадало меньше всего, чего не скажешь о самих троллейбусах которые использовались на улицах города для возведения баррикад и были уничтожены почти полностью в ходе боевых столкновений. Здание депо долго пребывало в заброшенном состоянии, однако в настоящее время разбирается на стройматериалы . На территории виднеется 7 остовов ПС (возможно служебного), площадки отстоя используются под стоянку маршрутных такси и автобусов. Имеются сведения о том, что троллейбус проработал немного дольше трамвая, чьё путевое хозяйство раньше пришло в полных упадок. Осенью 1994 г. трамвайное движение стало не регулярным, подвижной состав выводился из депо с заваренными задними окнами, чуть позже, ближе к зиме, трамваи лишь изредка совершали выезды в город до ближайших конечных, постоянное движение отсутствовало, некоторые обесточенные участки линий уже были частично разрушены или разворованы, кое-где на загородных линиях остались стоять брошенные поезда.
С 1995 по 2004 год на улицах города, возможно, несанкционированно разбираются трамвайные пути. Однако значительная их часть остается заброшенными. В 2002—2003 годах созданное в республике Министерство транспорта заявляет о планах по возрождению трамвая. В прессе делаются заявления о «подготовке проектно-сметной документации» для возрождения трамвая. Однако до дела данные заявления не дошли: в 2004 году ГУП «ТТУ Грозного» принимает решение о демонтаже трамвайных путей . Администрация города сочла трамвай ненужным для Грозного, сосредоточившись на разработке проектно-сметной документации для троллейбуса. По состоянию на 2005 год на отдельных улицах Грозного всё ещё сохранялись трамвайные рельсы.

## Описание сети
Общая протяженность трамвайных путей в Грозном в 1990 году составляла около 85 км. Трамвайная сеть Грозного весьма интересна по своей структуре и непохожа на другие города. Центральная часть города была охвачена кольцом (ул. Жуковского, А. Шерипова, Кр. Фронтовиков, Первомайская), от которого в южные промышленные окраины города расходились протяженные линии. Одна из них вела в пригородный поселок им. Кирова вдоль железной дороги, другая — в пос. Черноречье и ещё одна — в индустриальную зону Октябрьского района. Ещё в 1970-е годы в городе была демонтирована линия, проходившая по пр. Ленина, по которой раньше следовали трамваи 3-го и 5-го маршрутов, и трамвайная линия по пр. Орджоникидзе до железнодорожного вокзала. На их месте в конце 70-х был пущен троллейбус. Однако в конце 1980-х годов в городе прокладывается трамвайная линия из Андреевской долины в Черноречье мимо химзавода (химкомбината), по которой запускается трамвай 7-го маршрута. В Грозном насчитывалось 2 трамвайных депо: одно — на пересечении ул. Краснофлотская и Лабораторная, второе — на Индустриальной улице.
Список регулярных трамвайных маршрутов Грозного по состоянию на 1990 год:
- 1 — Трампарк — Консервный з-д (кольцевой)
- 2 — Консервный з-д — поселок Кирова
- 3 — Черноречье — ДК им. Ленина (через пл. Минутка)
- 5 — 56-й участок — Пруд (сокращен до ДК им. Ленина)
- 6 — Консервный з-д — ДК им. Ленина (с оборотом по центральному трамвайному кольцу)
- 7 — ДК им. Ленина — Черноречье (через Химзавод)

Кроме того, по данным жителей Грозного, вероятно, также существовали 4-й и 8-й маршруты. 4-й трамвай изредка запускался по маршруту Пл. Минутка — Консервный з-д. Сообщается, что по этому же маршруту следовал и 8-й трамвай. Возможно, оба маршрута действовали в разные временные периоды. 
- Схема трамвайного и троллейбусного движения в Грозном в 1989 г.
- История развития трамвая.1967 г.

В конце 80-х годов, по воспоминаниям жителей Грозного, в связи с проектом прокладки троллейбусной линии в аэропорт «Северный», началась реконструкция улицы Первомайской. Трамвайная линия с неё была снята и трамваи 1,2,6 маршрутов от остановки Консервный завод шли по вновь построенной линии по улице Маяковского до поворота на улицу Мира, где линия соединялась со старой недалеко от стадиона «Динамо».